# Acanthaspidia bifurcatoides
Acanthaspidia bifurcatoides är en kräftdjursart som beskrevs av Galina S. Vasina och Oleg Grigor'evich Kussakin 1982. Acanthaspidia bifurcatoides ingår i släktet Acanthaspidia och familjen Acanthaspidiidae. Inga underarter finns listade i Catalogue of Life.